# سیسکو پیک
سیسکو پیک (انگلیسی: Cisco Pike) یک فیلم سینمایی آمریکایی محصول سال ۱۹۷۲ میلادی به کارگردانی و نویسندگی بیل ال نورتون است که توسط کمپانی کلمبیا پیکچرز منتشر شده‌است. در این فیلم کریس کریستوفرسون در نقش نوازنده ای است که، به سمت فروش ماری‌جوآنا می‌رود و توسط یک افسر پلیس با بازی جین هکمن مورد مورد سرزنش قرار می‌گیرد. 
 
  